# Pseudococcus savescui
Pseudococcus savescui är en insektsart som beskrevs av Ben-dov 1994. Pseudococcus savescui ingår i släktet Pseudococcus och familjen ullsköldlöss.
Artens utbredningsområde är Rumänien. Inga underarter finns listade i Catalogue of Life.